# Kukuljanovo
Kukuljanovo is een plaats in de gemeente Bakar in de Kroatische provincie Primorje-Gorski Kotar. De plaats telt 811 inwoners (2001).